# Ас-Сахиб ибн Шукр
Абу Мухаммад Абдаллах ибн аль-Кади Аджалл аль-Мухлисс Абу-ль-Хасан Али ибн аль-Хусейн ибн Абд аль-Халик ибн аль-Хусейн ибн аль-Хасан ибн Мансур ибн Ибрагим ибн Аммар ибн Мансур ибн Али аш-Шайби аль-Малики (араб. الصاحب بن شكرعبد الله بن علي بن الحسين بن عبد الخالق بن الحسين بن الحسن بن منصور الصاحب‎), более известный как ас-Сахиб ибн Шукр (араб. الصاحب ابن شكر‎) или под своим лакабом Сафи ад-Дин (с араб. — «Чистота веры»; 6 мая 1153, Дамира, дельта Нила, Фатимидский халифат — 15 августа 1225, Каир, султанат Айюбидов), — айюбидский политик, занимавший пост визиря при султанах аль-Адиле (1200—1218) и аль-Камиле (1218—1238). Один из наиболее могущественных визирей в истории Египта.

## Биография

### Ранние годы
Абдаллах ибн аль-Кади родился в Дамире в дельте Нила (ныне в мухафазе Дакахлия, Египет) 6 мая 1153 года. Его родина тогда была процветающим городом, люди в котором занимались в основном производством материалов для ткачества. В нём также проживала одна из крупнейших еврейских общин Египта эпохи династии Фатимидов. Отец Абдаллаха, Али ибн аль-Хусейн, в городе занимал должность шариатского судьи (кади). Он умер, когда его сын был ещё ребёнком, после чего вдова вышла замуж за единоутробного брата покойного супруга, Микдама ибн Шукра. Последний стал воспитывать мальчика, которого отныне также стали называть «Ибн Шукр». Микдам, согласно арабскому автору Шихабуддину ан-Нувайри, по отцу принадлежал к Бану Шукр, влиятельной династии со связями при дворе султанов, однако отец ас-Сахиба не был её членом, как и сам будущий визирь по рождению.
Уже в ранние годы ас-Сахиб ибн Шукр занимался изучением исламского права (фикха) маликитской правовой школы (мазхаба) так как планировалось, что в будущем он пойдёт по стопам отца и отчима, став кади. Его первым учителем в Дамире стал Абу Бакр Атик аль-Биджаи. В дальнейшем Ибн Шукр перебрался из родного города в Александрию, где учился у «светил» тогдашней науки — Абу Тахира ас-Силафи, одного из наиболее известных представителей шафиитской правовой школы и знатоков (мухаддисов) изречений исламского пророка Мухаммеда (хадисов), Абу-ль-Тахира ибн Ауфа и Ибн Барри. Помимо ас-Сахиба Абу Тахир ас-Силафи обучал многих ранних представителей династии Айюбидов, включая основателя династии Салах ад-Дина, а также его сыновей, брата и ранних политических деятелей султаната, в том числе первого канцлера Салах ад-Дина аль-Кади аль-Фадиля. Абу-ль-Тахир ибн Ауф происходил из уважаемой александрийской семьи и был наиболее известным в городе знатоком маликитской школы. У него обучался Ибн аль-Муджавир, визирь аль-Азиза, сына и преемника Салах ад-Дина. Ибн Барри был самым известным филологом и грамматиком Египта того времени. У него обучался сын Салах ад-Дина аль-Афдаль, а также его брат Туран-шах ибн Айюб и многие влиятельные люди Айюбидского Египта. Благодаря этому Ибн Шукр получил возможность познакомиться ещё в годы своего обучения с будущим султаном и многими другими людьми, что стали у власти в Египте после падения династии Фатимидов.
Источники не дают ответа на вопрос о том, сколько именно времени Ибн Шукр провёл в Александрии, однако по словам востоковеда Гарри Лайзера, это должен был быть достаточно долгий промежуток времени, до смерти ас-Силафи в 1180 году и получения лицензий на обучение (иджаз) у него, Ибн Барри и ряда других кади. Лайзер также писал, что работа Ибн Шукра «Озарения», философская книга о «первых и последних вещах» по маликитскому праву, возможно, была написана именно там, в Александрии. Знакомый с Ибн Шукром Сибт ибн аль-Джаузи писал по этому поводу, что в своей работе он опровергал существование «первых и последних вещей», хотя арабский историк, выступивший редактором работы Ибн аль-Джаузи в XX веке, сомневался в правдивости этих сведений. Арабский историк эпохи Мамлюков аль-Макризи писал, что эта работа была «синопсисом» по праву маликитской школы, и в годы визиерата Ибн Шукра многие жители Египта обучались по ней.
Окончив обучение, ас-Сахиб направился в Дамаск, где преподавал хадисоведение и продолжал работу по изучению маликитской правовой школы, преуспев в этом. Аналогичной работой он занимался в столице Египта Каире и других местах по стране в конце 1160 — начале 1170-х годов. Автор современной ему главы многотомной исторической работы «История патриархов Александрийских» описал Ибн Шукра как «праведного кади».

### Государственная служба до визиерата
В 1169 году Салах ад-Дин получил пост «мастера Египта», а два года спустя узурпировал власть у последнего фатимидского халифа, став султаном Египта, а также правителем Сирии и Бадият-эль-Джазиры, вступив в противостояние с государствами крестоносцев, которое закончилось 1189 году полным подчинением территории Утремера мусульманами. В ходе боевых действий он умело сочетал операции на суше и на море, организовав значительное усиление флота. Именно в этот период времени, при помощи политических связей своей семьи, Ибн Шукр оставил профессию и поступил на службу к Салах ад-Дину. Тогда брат его отчима, Камаль ад-Дин, занимал пост инспектора/контролёра (назира) Александрии и нескольких министерств (диванов). В 1176/77 году занял пост министра казны (диван аль-мал). Во времена Салах ад-Дина в султанате также появилось новое министерство, министерство флота (диван аль-ушкул), во главе которого и встал Ибн Шукр. Однако в ходе операций против европейского флота, направившегося в Палестину в ходе Третьего крестового похода, флот был разгромлен, что привело к повторному захвату Иерусалима и поражению при Акре в 1191 году. Это сделало ситуацию критической, и султан был вынужден заменить Ибн Шукра на аль-Адиля. Впрочем, ас-Сахиб остался руководителем своего штата в качестве заместителя последнего.
Аль-Адиль, как и другие Айюбиды, включая самого Салах ад-Дина, мало понимали в управлении государственной бюрократической машиной и финансами султаната, в связи с чем возложил всё на своих чиновников, которые самостоятельно решали какие области и в каком размере обложить налогом. Когда флот «находился в отчаянном положении» султан Египта обратился к ас-Сахиру ибн Шукру за помощью для расширения финансирования с целью восстановления числа и боеспособности кораблей. Он выделил на флот собираемую по всему Египту милостыню (закят) и средства из фонда, носившего название «хабс/хубс ад-Джуюши», которые создали ещё во времена фатимидов для наследников их визиря Бадра ад-Джамали, передав средства, по утверждению аль-Макризи, в другой фонд. Ещё средства поступали от производства натрона, использования гражданских судов на Ниле, продажи мимозы и коры акации, а также из других источников. Благодаря деятельности Ибн Шукра флот смог восстановиться и достичь ряда успехов в борьбе с силами крестоносцев, однако со смертью султана Салах ад-Дина в 1193 году флот не пользовался значительной поддержкой, и ни один из султанов не пытался более возродить его величие. Однако для Ибн Шукра эта работа стала важным этапом по укреплению отношений с аль-Адилем. Аль-Макризи писал, что именно после работы во флотском министерстве он стал «знаменитым».